# Langsporig wasbekertje
Het langsporig wasbekertje (Orbilia vinosa) is een schimmel behorend tot de familie Orbiliaceae. Hij leeft op hout van loofbomen.

## Uiterlijke kenmerken
De apothecia hebben een diameter van 0,1–0,4 mm, verspreid of geclusterd op het oppervlak van het substraat, rond, vlak of hol, zittend, wasachtig, doorschijnend, lichtgeel tot oranje als ze vers zijn, soms romig-oker of grijsachtig. Rand met tanden, het onderste deel van het vruchtlichaam bedekt met witte, glasachtige vezels.

### Microscopische kenmerken
De asci zijn in volwassen toestand cilindrisch knotsvormig, onderdeel van de pars sporifera 14,0–31,2 μm en meten 16,2–53,4 × 5,5–6,0 μm. Ze bevatten acht sporen in één rij. De onderste sporen omgekeerd georiënteerd, top halfrond tot afgeknot, basis geleidelijk taps toelopend, steel gebogen, T-, L- of Y-vormig gevorkt. Ascosporen 7,3–14,1 × 1,1–2, 3 μm, hyaliene, zonder septen, knotsvormig, soms spoelvormig, het ene uiteinde stomp of rond, het andere uiteinde licht gebogen en kleiner, sterk taps toelopend; traanvormige sporenlichamen. Parafysen 14,3–35,2 × 1,2–2,4 µm, cilindrisch tot licht knotsvormig, onvertakt of soms vertakt aan de basis, iets vergroot aan de punt, gezwollen aan de punt, 1,9–3,3 µm in diameter. Hymenium 56,3–86,6 μm dik, het buitenste deel van het excipulum gemaakt van bolvormig-veelhoekige en bolvormige cellen van 3,5–10,2 × 2,4–8,0 μm.
Het karakteristieke kenmerk van Orbilia vinosa-soorten zijn de vorm van de ascosporen, recht of licht gebogen, met het ene uiteinde stomp en het andere sterk taps toelopend.

## Verspreiding
Het langsporig wasbekertje komt voor in Europa, Noord-Amerika, Noord-Amerika, Azië en er zijn ook waarnemingen bekend uit Oceanië (Australië en Nieuw-Zeeland). In Nederland komt het zeer zeldzaam voor.